# Paul Mebus
Paul Mebus (9 juin 1920 à Rheine – 11 décembre 1993) est un footballeur international allemand ayant évolué dans le club du FC Cologne et remporté la Coupe du monde de football de 1954.